# Belbodamaeus tuberculatus
Belbodamaeus tuberculatus är en kvalsterart som beskrevs av Bulanova-Zachvatkina 1960. Belbodamaeus tuberculatus ingår i släktet Belbodamaeus och familjen Damaeidae. Inga underarter finns listade.